# Brauner Klammeraffe

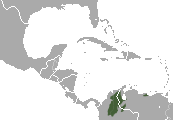
Verbreitungsgebiet

Der Braune Klammeraffe (Ateles hybridus) ist eine Primatenart aus der Familie der Klammerschwanzaffen (Atelidae). Er lebt im nordwestlichen Südamerika und ist vom Aussterben bedroht.

## Merkmale
Braune Klammeraffen sind wie alle Klammeraffen schlanke Primaten mit langen Gliedmaßen und einem langen Schwanz. Die Kopfrumpflänge beträgt 45 bis 50 Zentimeter, der Schwanz ist 75 bis 80 Zentimeter lang. Männchen sind mit rund 10 Kilogramm schwerer als Weibchen, die rund 7 Kilogramm erreichen. Ihr Fell ist an der Oberseite und am Kopf braun gefärbt, der Bauch und die Innenseite der Gliedmaßen sind grau. An der Stirn befindet sich ein weißer, dreieckiger Fleck. Die Hände sind lang und hakenförmig gebogen, der Daumen fehlt. Der Schwanz ist als Greifschwanz ausgebildet, der hintere Teil der Unterseite ist unbehaart.

## Verbreitung und Lebensraum
Braune Klammeraffen bewohnen ein kleines Gebiet im nordöstlichen Kolumbien und dem westlichen Venezuela. Ihr Lebensraum sind Wälder, bevorzugt halten sie sich in Regenwäldern auf.

## Lebensweise
Diese Tiere sind tagaktive Baumbewohner, die sich meist in der oberen Kronenschicht aufhalten. Sie bewegen sich schnell und geschickt fort, entweder auf allen vieren oder schwinghangelnd, wobei sie den Schwanz als fünfte Gliedmaße einsetzen und auch – insbesondere bei der Nahrungssuche – an einer Gliedmaße hängen können. Sie leben in Gruppen von bis zu 22 Tieren, die sich zur täglichen Nahrungssuche in kleine Untergruppen aufteilen. Durch laute Schreie halten die Untergruppen untereinander Kontakt.
Ihre Nahrung besteht vorwiegend aus Früchten, daneben nehmen sie auch Blätter und andere Pflanzenteile zu sich.
Nach einer rund 225-tägigen Tragzeit bringt das Weibchen meist ein einzelnes Jungtier zur Welt. Dieses ist über ein Jahr von der Mutter abhängig und wird mit 4 bis 5 Jahren geschlechtsreif.

## Gefährdung
Hauptbedrohungen für den Braunen Klammeraffen sind die Bejagung und die Lebensraumzerstörung. Ihr Verbreitungsgebiet wurde stark verkleinert und zersplittert. In den letzten 45 Jahren ist die Gesamtpopulation um 80 % zurückgegangen und die IUCN fürchtet, dass sich dieser Trend im gleichen Ausmaß fortsetzt. Sie listet die Art deswegen als „vom Aussterben bedroht“ (critically endangered).